# Das Modell
«Das Modell» ("La Modelo" en español) es un sencillo lanzado por la banda alemana Rammstein en noviembre de 1997. La canción que le da título es una versión de "Das Model" (con una sola "l"), del disco Die Mensch-Maschine (1978) del grupo alemán de música electrónica Kraftwerk.
El disco también contiene una nueva grabación de "Alter Mann" —tema que ya se había publicado en el álbum Sehnsucht— en la que canta Christiane "Bobolina" Herbold, voz femenina de Engel. El CD lo completan la hasta entonces inédita "Kokain" (al principio de la cual se puede oír a una persona consumiendo cocaína) y el videojuego para Microsoft Windows "Asche zu Asche". 
La portada del sencillo, que también está incluido en el box set de 1998 Original Single Kollektion, muestra un paisaje nevado.

## La canción
Al comienzo de la pista se oye lo que parece ser un desfile de moda. Una voz anuncia en francés por megafonía lo siguiente: "Mesdames et messieurs, nous avons l'honneur ce soir de vous présenter la nouvelle collection de Rammstein" ("Damas y caballeros, esta noche tenemos el honor de presentarles la nueva colección de Rammstein"). Se oye el ruido de tacones desfilando sobre una pasarela y el eructo de uno de los asistentes. Entonces se distingue el sonido de lo que parece ser la modelo cayendo al suelo, seguido por risas y el disparo de cámaras. El video para esta canción se rodó pero nunca fue lanzado oficialmente.
Musicalmente, la diferencia más llamativa con respecto a la versión de Kraftwerk son los potentes riffs de las guitarras eléctricas de Paul Landers y Richard Kruspe, tocados a la vez y con mucha distorsión.

## En vivo
A pesar de ser un sencillo, "Das Modell" sólo ha sido tocada una vez en vivo, el 23 de octubre de 1998, en San Luis, Misuri, Estados Unidos, durante la gira Family Values Tour. Fue interpretada con una breve introducción y un outro, haciéndola una de las pocas canciones de Rammstein cuya duración se reduce en directo en lugar de ampliarse.

## Lista de canciones
CD (Europa)
1. "Das Modell" - 4:46
2. "Kokain" - 3:09
3. Alter Mann (Special Version) - 4:22
4. Rammstein Computerspiel Für Windows

## Posicionamiento en listas
| Lista (1997–1998)                     | Máxima posición |
| ------------------------------------- | --------------- |
| Alemania (Offizielle Deutsche Charts) | 5               |
| Austria (Ö3 Austria Top 40)           | 18              |
| Suecia (Sverigetopplistan)            | 41              |